# Síminn
Síminn hf. (tidligere Landssíminn og Póstur og Sími,) er en islandsk telekommunikationsvirksomhed. De tilbyder fastnet, mobiltelefoni, internet og tv.
Síminn sikrer mobildækning til 99 % af Islands befolkning. I 2018 var Síminn den største udbyder af mobiltelefoni med en markedsandel på 34,5 %.